# Reutles

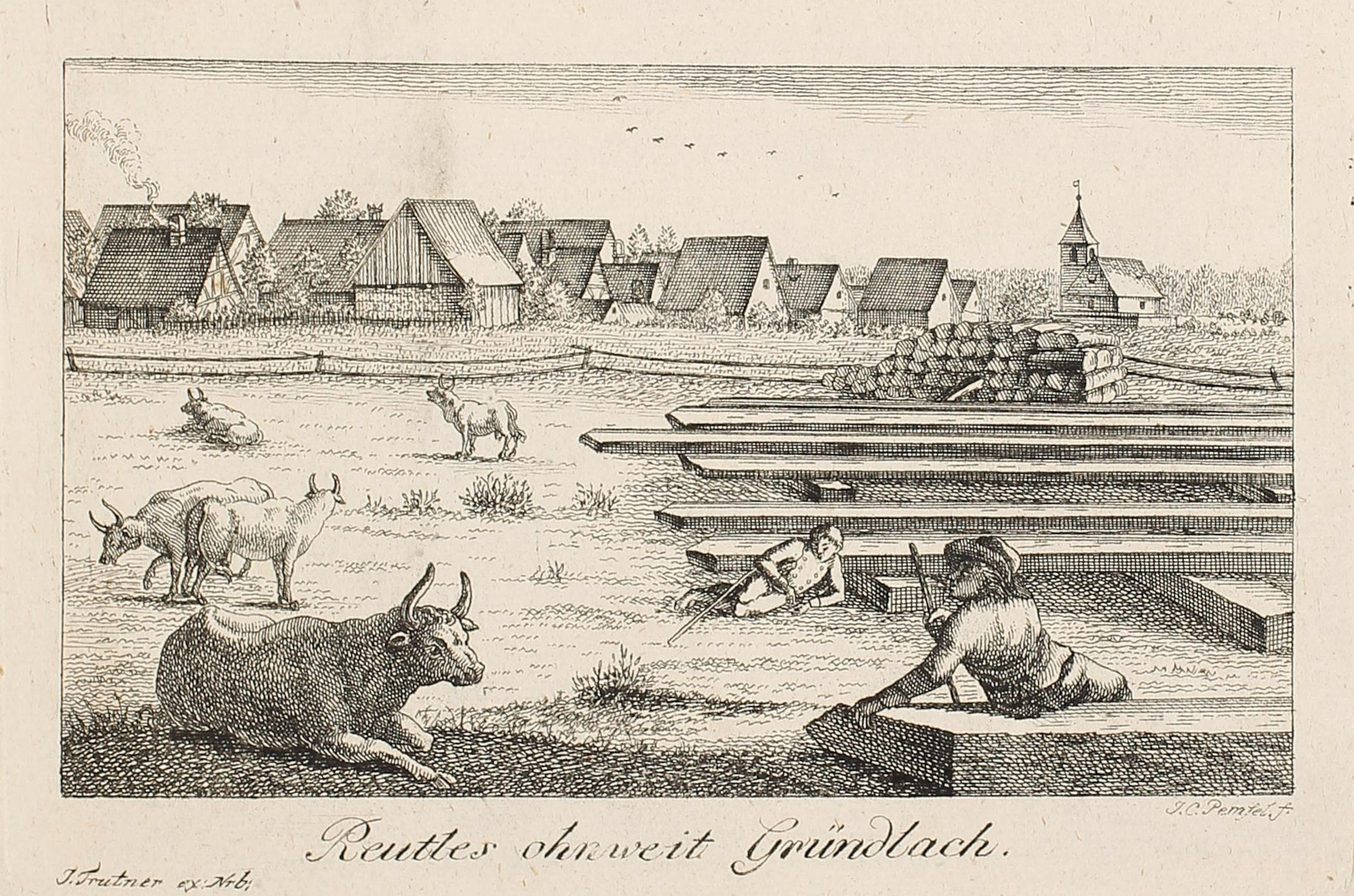
Reutles, um 1802

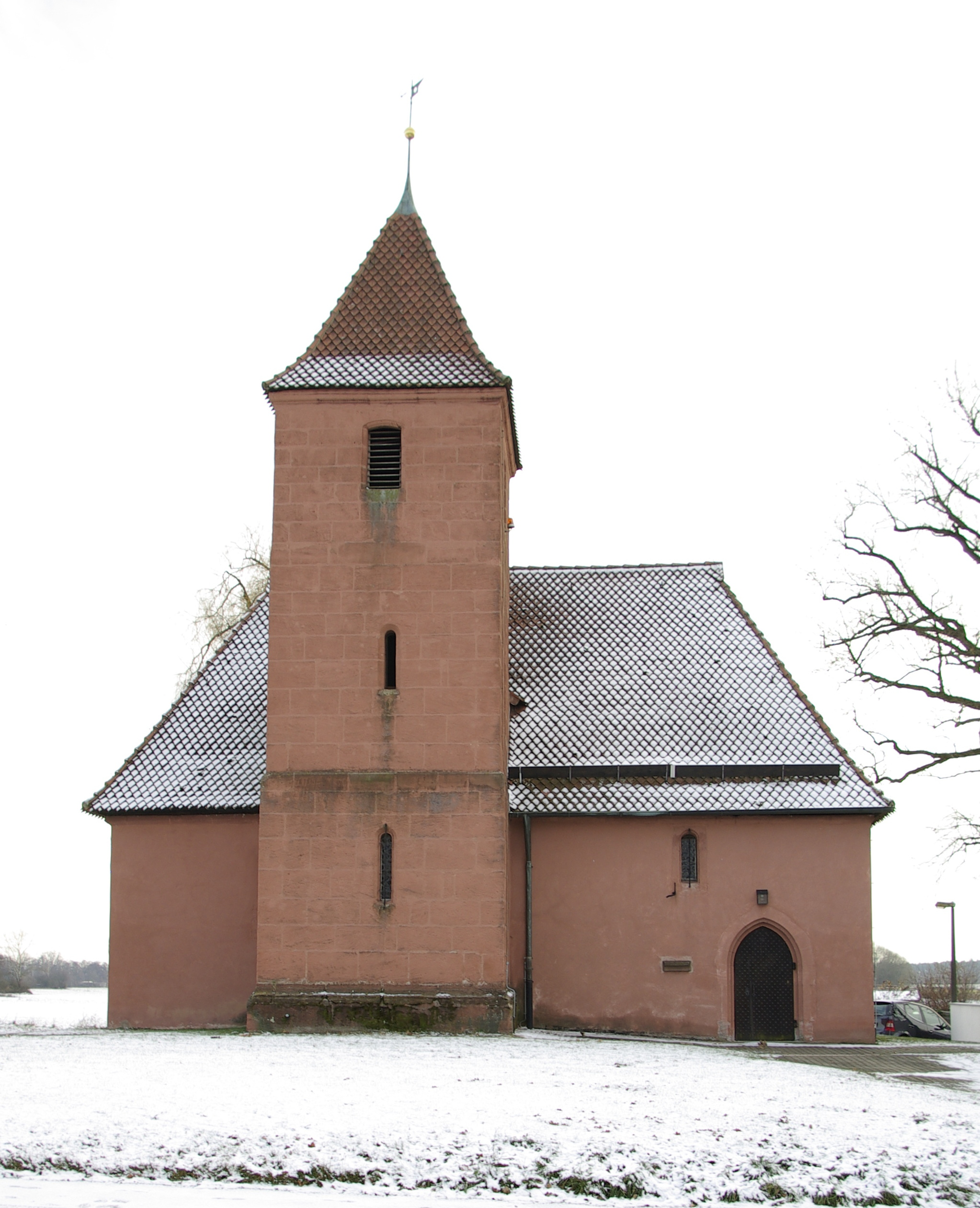
Kapelle St. Felicitas

Reutles (fränkisch „Raidles“) ist ein Stadtteil der kreisfreien Stadt Nürnberg in der Nordwestlichen Außenstadt und bildet zusammen mit Groß- und Kleingründlach den statistischen Bezirk 79.

## Geographie
Die Stadtrandsiedlung bildet mit dem südwestlich gelegenen Großgründlach eine geschlossene Siedlung und liegt im Norden der Stadt. Nachbarorte sind (dem Uhrzeigersinn folgend und im Norden beginnend) der Erlanger Stadtteil Tennenlohe sowie die Nürnberger Stadtteile Neunhof und Boxdorf. Im Osten liegen die Waldgebiete Eichenlohe und Neunhofer Forst. Im Westen grenzt das Flurgebiet Bei der Marter an. Über die Reutleser Straße besteht eine Verbindung zur Bundesstraße 4 und über diese zur Anschlussstelle Erlangen-Tennenlohe der Bundesautobahn 3. Im Nahverkehr erschließen die Stadtbuslinien 29 und 290 den Stadtteil.

## Geschichte
Das Dorf entstand im 12. Jahrhundert durch eine Rodung der Herren von Gründlach und wurde 1329 als „Revtleins“ erstmals urkundlich erwähnt. Der Ortsname leitet sich vom mittelhochdeutschen Wort „riute“ mit angehängtem Diminutivsuffix ab und bedeutet demnach kleine Rodung.
Die Grundherrschaft lag ab 1329 bei den Patrizierfamilien Ortlieb und Ebner; sie oblag ab 1625 den Pfinzing von Henfenfeld, die gleichzeitig die Burgherren von Großgründlach waren, zu dem es seitdem gehört.
Gegen Ende des 18. Jahrhunderts gab es in Reutles 16 Anwesen (2 Halbhöfe, 6 Güter, 8 Gütlein). Das Hochgericht übte die Reichsstadt Nürnberg aus, was vom brandenburg-bayreuthischen Oberamt Baiersdorf bestritten wurde. Die Grundherrschaft über alle Anwesen hatte der Nürnberger Eigenherr von Haller.
Von 1797 bis 1810 unterstand der Ort dem Justiz- und Kammeramt Erlangen. Im Rahmen des Gemeindeedikts wurde Reutles dem 1811 gebildeten Steuerdistrikt Großgründlach und der im selben Jahr gegründeten Ruralgemeinde Großgründlach zugeordnet. In der freiwilligen Gerichtsbarkeit unterstand der ganze Ort von 1821 bis 1848 dem Patrimonialgericht Großgründlach.
Nach dem Zweiten Weltkrieg wuchs es infolge reger Bautätigkeit mit Großgründlach zusammen und wurde am 1. Juli 1972 im Zuge der Gebietsreform in Bayern nach Nürnberg eingemeindet.

### Baudenkmäler
- Felicitaskapelle von 1379, Reutleser Straße
- Bauernhäuser aus dem 18. und 19. Jahrhundert entlang der Reutleser Straße

### Einwohnerentwicklung
| Jahr      | 1818  | 1840  | 1861  | 1871  | 1885   | 1900   | 1925   | 1950   | 1961   | 1970   | 1987   |
| Einwohner | 108   | 136   | 125   | 122   | 143    | 117    | 136    | 185    | 242    | 258    | *      |
| Häuser    | 19    | 20    |       |       | 23     | 22     | 24     | 28     | 38     |        | *      |
| Quelle    | [ 6 ] | [ 7 ] | [ 8 ] | [ 9 ] | [ 10 ] | [ 11 ] | [ 12 ] | [ 13 ] | [ 14 ] | [ 15 ] | [ 16 ] |

## Religion
Der Ort ist seit der Reformation evangelisch-lutherisch geprägt und nach St. Laurentius (Großgründlach) gepfarrt. Die Einwohner römisch-katholischer Konfession sind nach St. Hedwig (Großgründlach) gepfarrt.